# 超時空要塞マクロス Flash Back 2012
『超時空要塞マクロス Flash Back 2012』（ちょうじくうようさいマクロス フラッシュバック 2012）は、1987年6月21日に発売された日本のOVA作品。収録時間30分。
テレビアニメ『超時空要塞マクロス』およびアニメ映画『超時空要塞マクロス 愛・おぼえていますか』の登場人物、リン・ミンメイの劇中歌唱曲を集めたミュージックビデオ作品である。

## 概要
1984年公開の劇場版『超時空要塞マクロス 愛・おぼえていますか』は、諸般の事情により本編後のエンディングフィルムの制作が見送られた。この中ではエンディングテーマ曲「天使の絵の具」を歌う歌手、リン・ミンメイのコンサートシーンが描かれる予定だった。本作品はこのシーンを再現するために企画されたものである。
『マクロス』はアニメとポップ・ミュージックのメディアミックスの先駆けであり、この作品も1980年代のアイドルのミュージックビデオのような、ライブ映像やイメージフィルム風の映像で構成されている。2012年のコンサートシーンを映した「天使の絵の具 part1」と、巨大宇宙移民船メガロード-01の旅立ちを描いた「天使の絵の具 part2」は新規作画。その他8曲の映像には、テレビシリーズと劇場版の編集フィルムや、美樹本晴彦のイラストが用いられている。全編が音楽による構成となっているため、長谷有洋や土井美加などといった旧声優陣による新たなアフレコは行われていない。
内容に明確な筋立てはなく、戦争、恋愛、別れなどをへて、未来へと飛び立つ人々の希望が表現されている。リン・ミンメイは地球でのさよならサマーコンサートツアーを終え、過去や未来のイメージが交錯（フラッシュバック）するなか、メガロード-01艦長早瀬未沙、航空隊長一条輝らとともにはるかな宇宙航海へと旅立つ。

## 収録曲目
1. 天使の絵の具（part1）
2. SUNSET BEACH
3. 0-G LOVE
4. 小白竜（シャオパイロン）
5. シルバームーン　レッドムーン
6. 愛は流れる part2
7. シンデレラ
8. 愛・おぼえていますか
9. 天使の絵の具（part2）
10. ランナー（デュエットバージョン）

- 2,3,4,5,6 作詞 - 阿佐茜 / 作曲・編曲 - 羽田健太郎 / 歌 - 飯島真理
- 10 作詞 - 阿佐茜 / 作曲・編曲 - 羽田健太郎 / 歌 - 藤原誠・飯島真理
- 1,9 作詞・作曲 - 飯島真理 / 編曲 - 清水信之 / 歌 - 飯島真理
- 7 作詞・作曲 / 歌 - 飯島真理
- 8 作詞 - 安井かずみ / 作曲 - 加藤和彦 / 編曲 - 清水信之 / 歌 - 飯島真理

## スタッフ
新作パートスタッフ
- 原作 - スタジオぬえ
- 構成 - 河森正治
- キャラクターデザイン - 美樹本晴彦
- 演出 - 五月女有作
- 作画監督 - 美樹本晴彦
- 原画 - 稲野義信、飯田史雄、北久保弘之、竜の子アニメ研究所
- 色指定 - 由井あつ子
- 美術監督 - 宮前光春
- 撮影監督 - 橋本和典
- 制作協力 - 竜の子プロダクション、遊エンターテイメント、アニメフレンド

ビデオスタッフ
- 音響監督 - 本田保則
- 企画・製作 - ビックウエスト
- 製作協力 - ネットワーク フロンティア事業部
- 監督 - 河森正治

## 制作
劇場版『愛・おぼえていますか』のエンディングについて、監督の河森正治はエピローグを追加した場合どんな映画になるのかも見てみたい、という趣旨の発言をしていた。本作の企画は続編という条件ならば断っていたが、もともとミンメイだけのミュージックビデオは作りたいと思っていたので、演出を引き受けたと述べている。また、ビデオ編集の映像処理にも興味があり、アニメと実写素材の合成を色々と試みている。
イラストレーターを主業としていた美樹本晴彦は、久々にミンメイを描いたところ周りから「全然似てませんね」と言われた。絵描きとしては以前と同じに描いても面白くないので、意図的に現在の自分の絵柄にしてみたが、一番難しかったのは30代半ばのミンメイ（黒い喪服姿）だったという。
「マクロスシリーズ」の続編『マクロスF』の菊地康仁監督は新人アニメーターのころ、ミンメイが回転しながら空へ舞い上がるカット（「天使の絵の具 part.2」）の動画をタツノコプロで描いていた。

## 設定
『愛・おぼえていますか』の幻のエンディングフィルムは絵コンテと設定画が残されている。本作のコンサートシーンとはミンメイの衣装デザインが違い、新婚の一条輝・未沙夫妻がコンサート会場の客席に仲むつまじく並んでいる場面があった。
作中に登場するさまざまなリン・ミンメイは「近未来の可能性」のイメージ像であり、年齢や状況を特定されるものではない。本作の時点で河森は「全部がああいう風になったという話ではなくて、なるかもしれないという話でしかない。あくまで仮定です」と説明し、ミンメイが宇宙移民船メガロード-01に乗ったか乗らないかは「見るときの気分で変わるんじゃないか」と述べている。その後のシリーズ続編で用いられる年表では、ミンメイはメガロード-01に乗ったとされている。
メガロード-01はテレビ版『マクロス』当時から設定としてあり、本作で初登場となる。OVA版のデザインは設定画がなく、河森がじかに原画を描いている。地球からの出航シーンは続編『マクロス7』『マクロスF』のアバンタイトルでも再現されている。
一条輝が乗る可変戦闘機VF-4 ライトニングIIIはこの時点ではファイター以外の変形形態は設定されておらず、のちのゲーム作品でガウォークとバトロイドのデザインが登場する。

## 音源
本作で使用された歌の中には、レコード・CDに収録されていないバージョンのものがある。
愛は流れる partII（マーチバージョン）
テレビ版第27話「愛は流れる」の最終決戦用にアレンジされたもの。CD収録バージョンは1番のあとフェードアウトして終わるが、本作では2番までフル収録されている。『超時空要塞マクロス』のテレビ版放映後に発売された各種商品のなかでもフル収録されているのは当メディアのみとなっている。
シンデレラ（アカペラバージョン）
『愛・おぼえていますか』作中でゼントラーディ軍の捕虜となったミンメイが歌うもの。テレビ版第4話「リン・ミンメイ」ではミンメイのオリジナル曲として歌われた。CD-BOX『超時空要塞マクロス マクロス・ザ・コンプリート』には、飯島真理のセカンドアルバム「blanche」収録の歌詞違いのバージョンが収録されている。
ランナー（デュエットバージョン）
テレビ版エンディングテーマを藤原誠・飯島真理がデュエットしたもの。『マクロス・ザ・コンプリート』に収録されたバージョンはサビの最後の部分を飯島真理一人で歌唱しているが、本作収録バージョンは最後のサビの部分を長谷有洋と飯島がユニゾンで歌唱している。

## 映像ソフト
本作発表後に発売された劇場版マクロスのビデオ・LD・DVDでは、エンディングが本作の新作パート「天使の絵の具 part.1」に差し替えられており、タイトルも『超時空要塞マクロス 愛・おぼえていますか 完全版』となっている。『マクロスF』のラジオ番組『RADIO MACROSS』のシリーズ解説コーナーで、この情報を教えられたランカ・リー役の中島愛は驚愕していた。
2000年4月に発売された本作のDVDには特典のテレホンカードが付属しており、流通量が少ないこともあって一時期ネットオークションで高値取引きされた。その後、『マクロス』25周年記念の一環として2008年2月22日にDVDが再発売されている。
2012年7月12日に劇場版『マクロス』Blu-ray Disc（BD）版の初回限定版『30TH ANNIVERSARY BOX（30周年アニバーサリーボックス）』の特典として、本作品ほか、さまざまな映像特典が収録されたBDが同梱された。